# Barbara Fialho
Barbara Fialho (* 21. Dezember 1987 in Montes Claros) ist ein brasilianisches Model.
Barbara Fialho begann das Modeln im Alter von 15 Jahren, hierfür zog sie nach São Paulo. Sie lief auf Schauen für Christian Dior, Louis Vuitton, John Galliano und viele mehr. Als Covermodel war sie auf der Elle, Vogue und Harper’s Bazaar zu sehen. In Anzeigenkampagnen modelte sie für Roberto Cavalli, Givenchy und Levi’s.
Sie lief von 2012 bis 2018 bei den Victoria’s Secret Fashion Shows.